# Cal Liron
Cal Liron és una obra eclèctica de Sant Joan Despí (Baix Llobregat) inclosa a l'Inventari del Patrimoni Arquitectònic de Catalunya.

## Descripció
Edificació de planta rectangular formada per dos cossos sobreposats. L'inferior, que dona suport a l'edifici, franqueja l'entrada i sosté un terrat voltat d'una balustrada. El cos central consta de dues plantes amb obertures rectangulars i remata la façana un rellotge de sol que descansa sobre dues volutes.
Té una torratxa rematada amb merlets de forma piramidal.

## Història
De tradició oral es coneix que la seva anterior denominació era Badia Boba i que el mot provenia d'una abadia que hi hauria pels voltants de la casa. Sembla que podrien ser terrenys del Bisbat comprats posteriorment. Hom suposa que podria tenir relació amb el Camí de Santa Oliva, no pas gaire divergent del Camí del Mig i en direcció al terme de Sant Feliu de Llobregat i, per tant, podria fer referència a la Capella de Santa Oliva, esmentada al segle xii i avui desapareguda.